# Ossip Petrov
Pour les articles homonymes, voir Petrov.

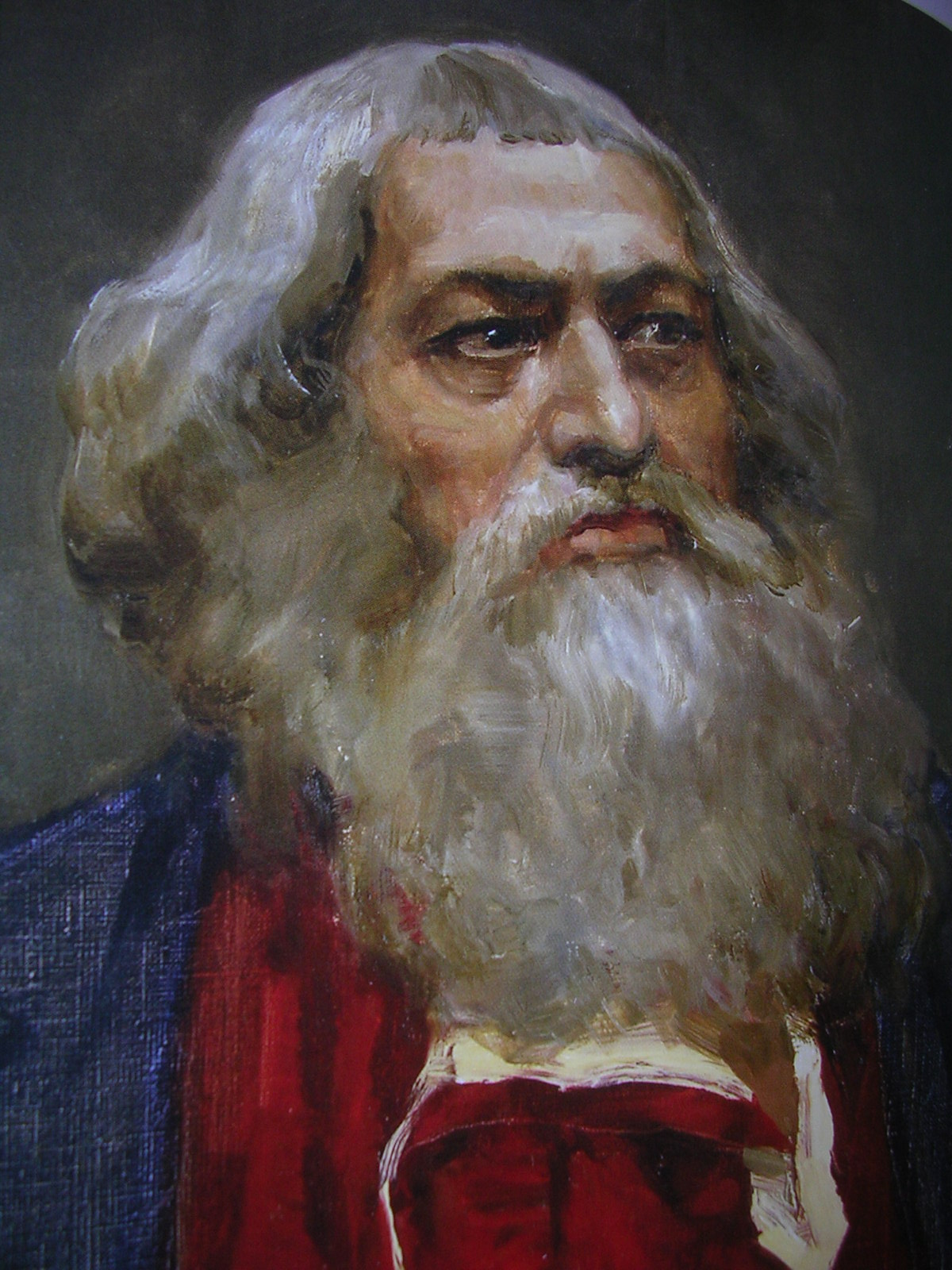
Ossip Petrov, par A. Levitine

Ossip Afanassievitch Petrov (en russe : Осип Афанасиевич Петров), né à Elisavetgrad dans le gouvernement de Kherson (Empire russe) le 3 novembre 1806 (15 novembre dans le calendrier grégorien), mort à Saint-Pétersbourg le 28 février 1878 (12 mars dans le calendrier grégorien), est un chanteur d'opéra russe avec une voix de baryton-basse. Chanteur de grande importance et de grand renom, il a eu une carrière qui s'est déroulée à Saint-Pétersbourg.

## Biographie
Ossip Petrov est né à Elisavetgrad en Nouvelle Russie, faisant partie alors de l'Empire russe. Il a commencé à chanter dans un chœur d'église. Petrov a ensuite travaillé dans des théâtres russes de province (dont Poltava, où il a travaillé avec  Mikhaïl Chtchepkine (en)). Il entre dans la troupe lyrique Djourakhovski et fait ses débuts dans Le Poète cosaque de Cavos à Elisavetgrad (1826). En 1830, Lebedev, directeur de l'Opéra impérial l'entend chanter avec une petite troupe à Koursk et l'engage immédiatement.
Il chante de 1830 jusqu'à sa mort en 1878 au théâtre Mariinsky de Saint-Pétersbourg. Il débute en chantant Sarastro de la Flûte enchantée. Sa carrière devient désormais une suite de triomphes, et il crée nombre de rôles importants dans des opéras russes de compositeurs tels que Dargomyjski, Glinka, Moussorgski, Rimski-Korsakov, Anton Rubinstein, Tchaïkovski et d'autres.
Son cinquantième anniversaire en tant que chanteur donne lieu à une véritable fête nationale. Il reçoit le 21 avril 1876 sur la scène du théâtre Mariinski une médaille d'or, cadeau personnel de l'empereur Alexandre II. Le président de la Société musicale russe, oncle du tsar, le grand-duc Constantin, prononce un discours en son honneur. Des messages venus de toute la Russie sont. Puis il reçoit une couronne de cent feuilles d'or sertie de diamants, une feuille pour chacun des cent opéras dans lequel il avait chanté. À cette occasion, Tchaïkovski écrit une cantate (Hymne), pour ténor, chœur et orchestre, sur des paroles de Nikolaï Nekrassov. Elle est jouée au conservatoire de Saint-Pétersbourg le 6 mai 1876, sous la direction de Karl Davidov.
Les cinquante-deux ans de carrière de Petrov se sont poursuivis jusqu'à la veille de sa mort.
Sa femme était une contralto russe d'opéra, Anna Vorobiova.

## Répertoire et créations
Il a créé les rôles suivant:

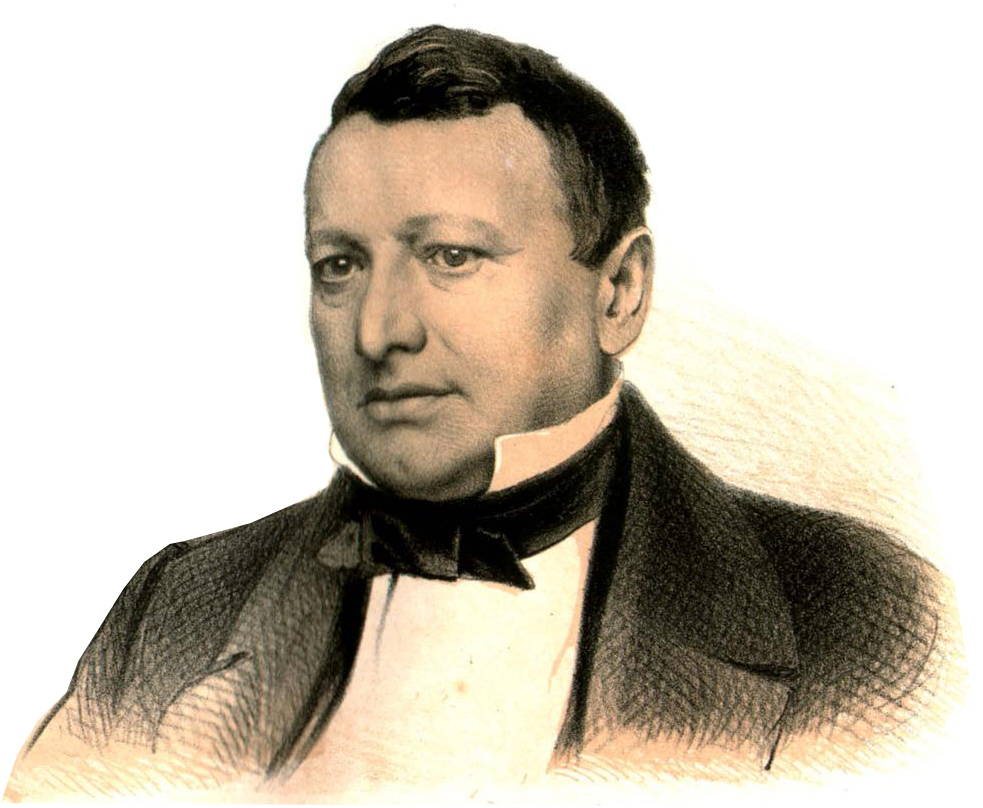
Ossip Petrov en 1861

- Soussanine dans Ivan Soussanine de  Catterino Cavos[6]
- Leporello dans Le Convive de pierre d'Alexandre Dargomyjski (1872)
- Soussanine dans Une vie pour le tsar de Mikhail Glinka (1836)
- Rouslan dans Rouslan et Ludmila de Glinka (1842)
- Varlaam dans Boris Godounov de Modeste Moussorgski (1874)
- Ivan le Terrible dans La Pskovitaine de Rimski-Korsakov (1873)
- Le prince Goudal dans Le Démon d'Anton Rubinstein (1875)
- Ozia dans Judith d'Alexandre Serov (1863)
- Le prince Vladimir dans Rogneda de Serov (1865)
- Kotchoubeï dans Mazeppa de Piotr Ilitch Tchaïkovski (1884)
- Neizvestnyi (L'Homme inconnu) dans La Tombe d'Askold (en) de Alexeï Verstovski (1835).